# Palazzo Peruzzi-Martini
Palazzo Peruzzi-Martini è un edificio storico di Firenze, situato in via de' Rustici 5 con affaccio anche in via de' Magalotti 8.

## Storia e descrizione

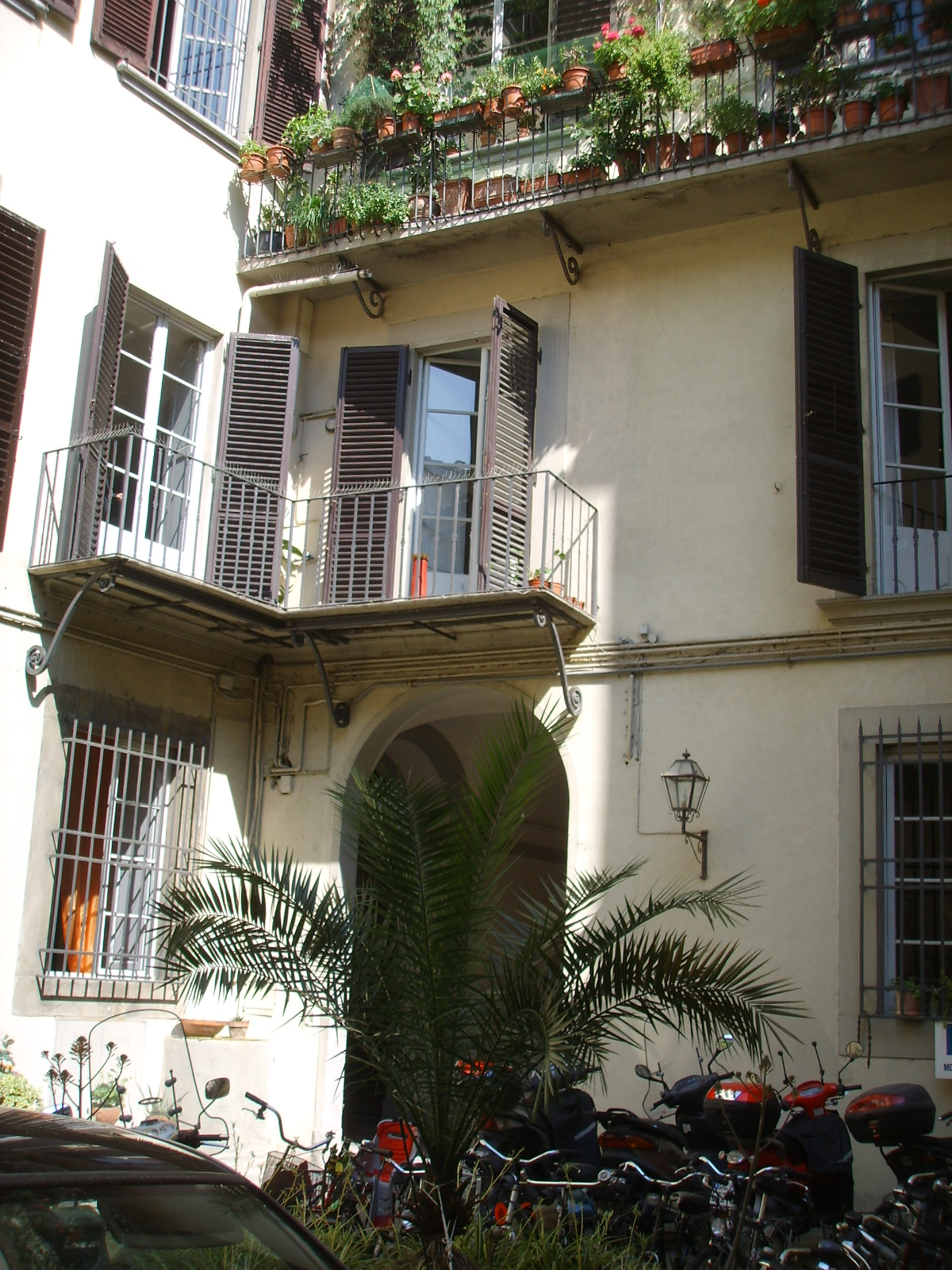
Il cortile di Palazzo Peruzzi-Martini

Si tratta di un edificio di antica costruzione, determinato per ristrutturazione e unificazione di due case corti mercantili medioevali di proprietà dei Peruzzi, quindi significativamente trasformato nel corso del Settecento, periodo al quale è da riferirsi anche il portone in pietra difeso da due paracarri. Ne è documentato il restauro negli anni settanta del Novecento.
La facciata è piuttosto sobria, con numerose aperture rettangolari a distanze regolari incorniciate dalla pietra e al secondo piano due piccoli stemmi dei Peruzzi (d'azzurro, a sei pere d'oro, picciolate e fogliate di due pezzi di verde), posti ai lati del fronte, così come consuetudine tre-quattrocentesca, a segnalare una posizione presumibilmente assunta in antico.
Sul cancello che chiude l'androne è una grande M, in riferimento alla famiglia Martini. Dopo l'androne di accesso, voltato e decorato da un mascherone di terracotta, si accede al cortile interno, non porticato, dove si affaccia anche una terrazza al primo piano. Da qui si possono vedere preesistenze murarie più antiche sulla facciata posteriore in alcuni punti lasciati volutamente scoperti dall'intonaco. Interessante è l'ampio scalone, che all'altezza del primo piano porta a un ambiente attraverso due archi retti da una colonna in pietra. Al pianerottolo si trovano due stemmi affrescati, tra i quali quello dei Peruzzi che tennero il palazzo fino al XVI secolo.
Su via de Magalotti persistono una serie di quattro archi in pietra di carattere trecentesco, tamponati sempre con l'utilizzo di pietrame, che corrispondono in parte al cortile. Sono anche presenti ferri da cavallo e ferri da stanga. È da rilevare come la successione di arcate trovi rispondenza in altri brani leggibili sugli edifici limitrofi, tanto da lasciarci immaginare come un tempo l'intera via, almeno da questo lato, fosse segnata da una successione continua di fornici e quindi di ampi vani adibiti a magazzini e botteghe.

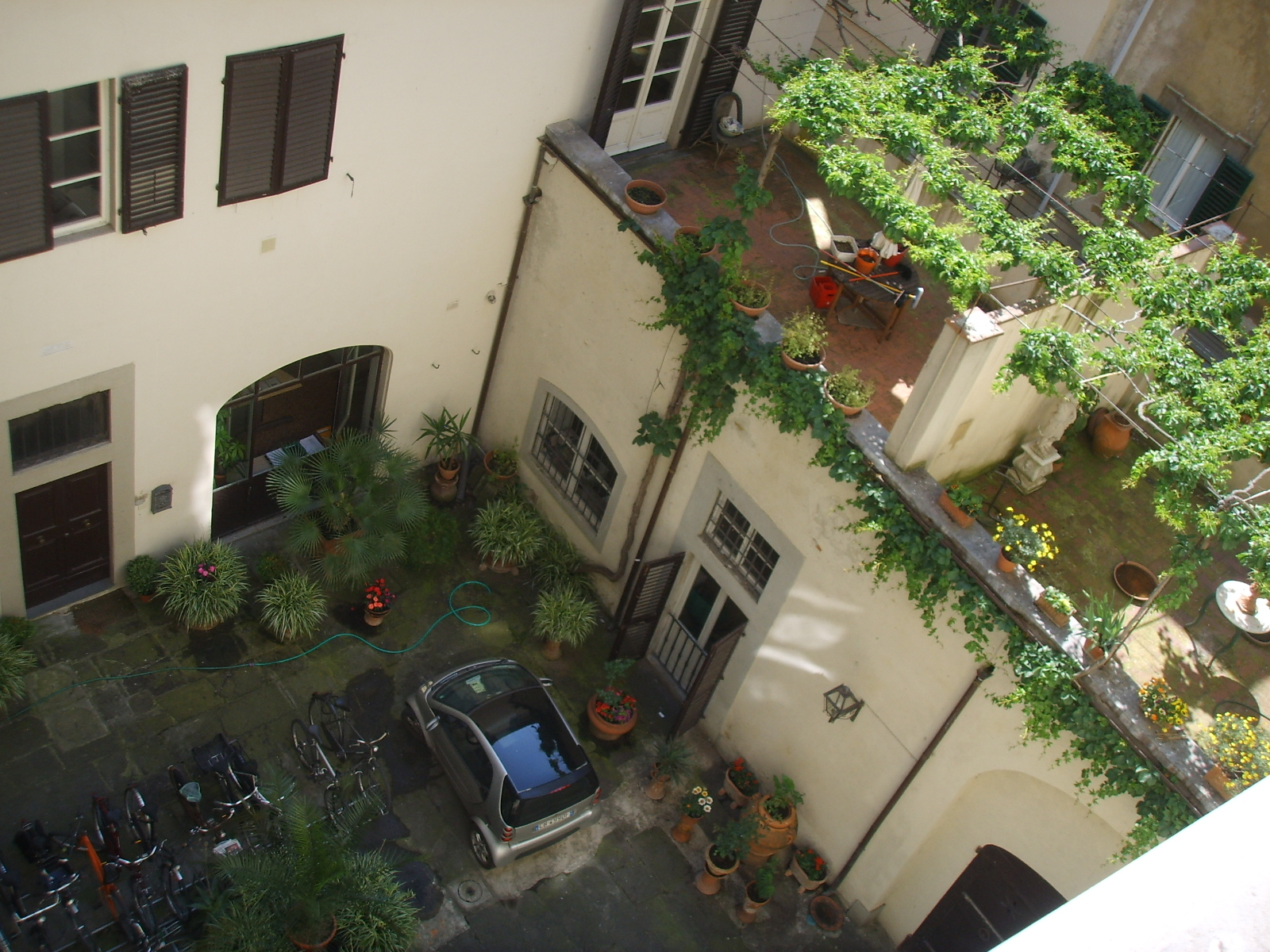
Il cortile
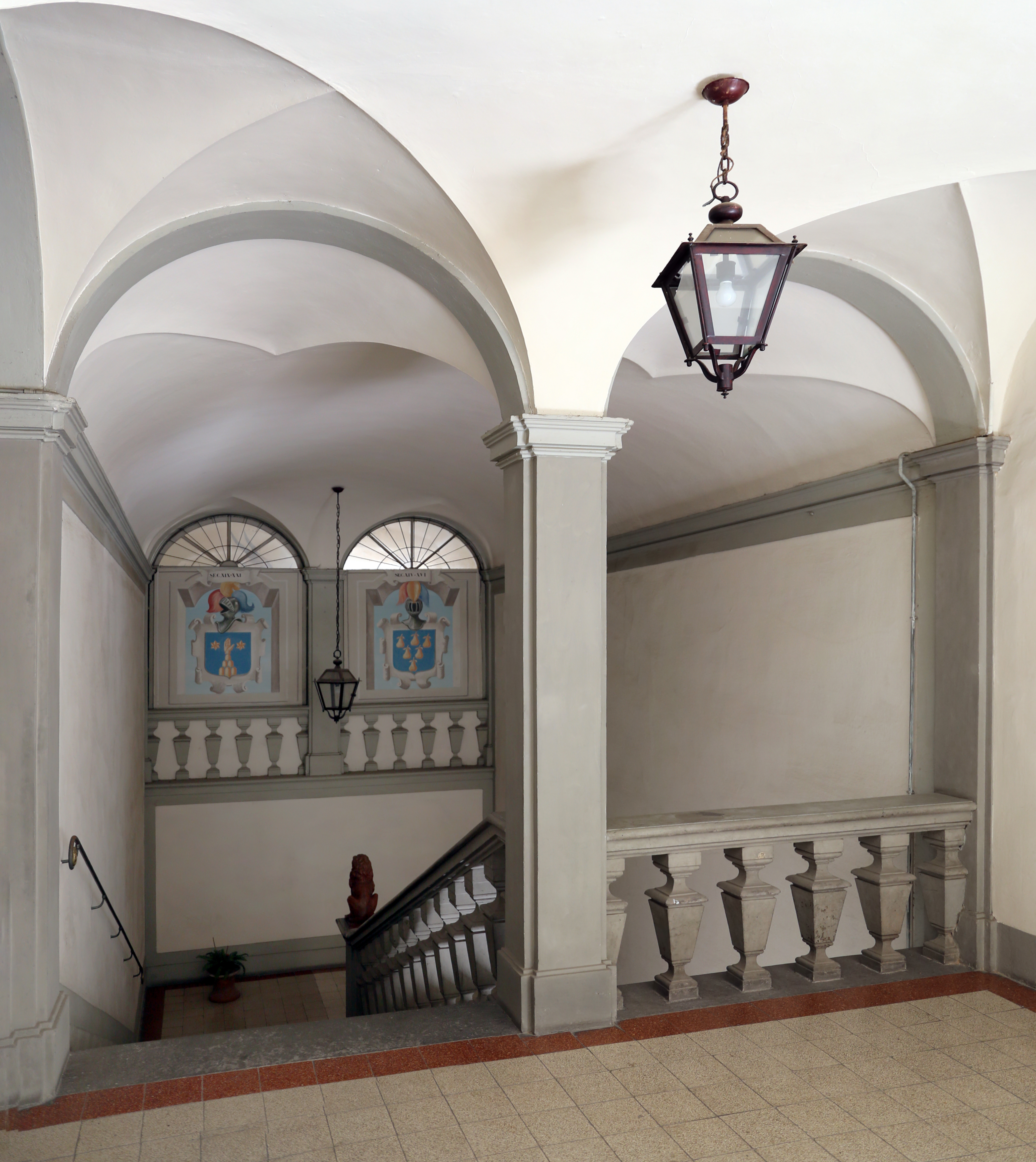
Il vano scale
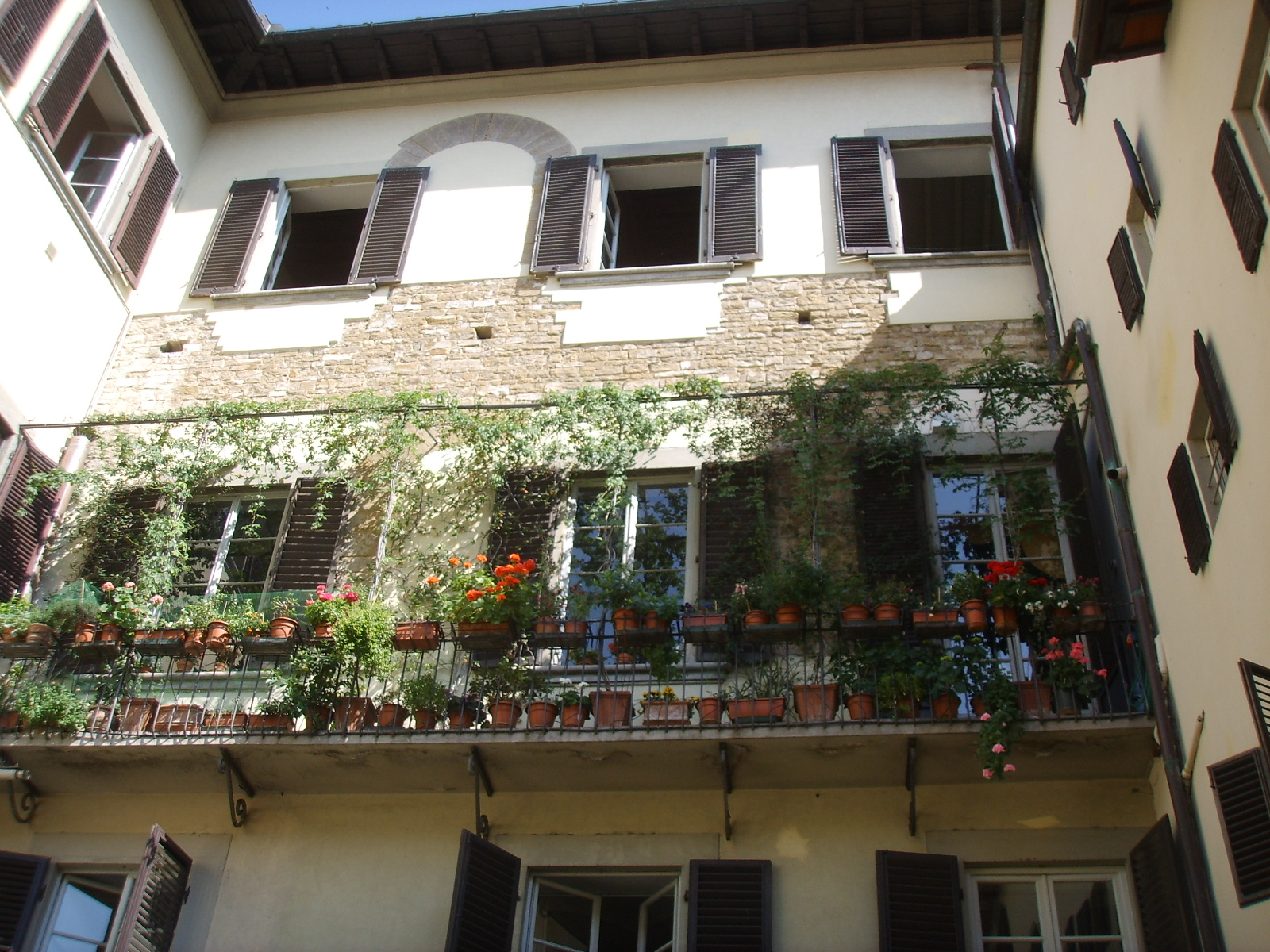
La facciata sul cortile, con resti di preesistenze architettoniche